# Roger Lapham
Roger Lapham (New York, 6 dicembre 1883 – San Francisco, 16 aprile 1966) è stato un politico statunitense, 32º sindaco di San Francisco. Era lo zio materno dell’attore Christopher Lloyd.